# دعای رجبیه
دعاء رجبیه از آداب «مسجد صعصعه» شمرده شده‌است زیرا که به اعتقاد شیعیان محمد پسر حسن در آنجا این دعا را می‌خوانده‌است. و همچنین این دعا از ادعیّهٔ ماه رجب نیز می‌باشد. 

## منبع
- ر.ک به کتاب «نجم الثاقب»، باب ۷، حکایت ۲۸